# Sideritis subatlantica
Sideritis subatlantica là một loài thực vật có hoa trong họ Hoa môi. Loài này được Batt. miêu tả khoa học đầu tiên năm 1919.